# Teruyuki Moniwa
Teruyuki Moniwa (茂庭 照幸, Moniwa Teruyuki, Atsugi, 8 september 1981) is een Japans voetballer die als verdediger speelt.

## Clubcarrière
Moniwa speelde tussen 1999 en 2009 voor Shonan Bellmare en FC Tokyo. Hij tekende in 2010 bij Cerezo Osaka.

## Japans voetbalelftal
Moniwa debuteerde in 2003 in het Japans nationaal elftal en speelde negen interlands, waarin hij 1 keer scoorde. Hij vertegenwoordigde zijn vaderland op de Olympische Spelen 2004 in Athene, waar de selectie onder leiding van bondscoach Masakuni Yamamoto in de groepsronde werd uitgeschakeld.

## Statistieken
| Japans voetbalelftal | Japans voetbalelftal | Japans voetbalelftal |
| Jaar                 | Wed.                 | Dlp.                 |
| -------------------- | -------------------- | -------------------- |
| 2003                 | 2                    | 0                    |
| 2004                 | 1                    | 0                    |
| 2005                 | 4                    | 1                    |
| 2006                 | 2                    | 0                    |
| Totaal               | 9                    | 1                    |